# Kvænangen
Kvænangen (en sami septentrional: Návuona suohkan; en kven: Naavuonon komuuni) es un municipio del condado de Troms, Noruega. Tiene una población de 1231 habitantes según el censo de 2016 y su centro administrativo es la localidad de Burfjord. La ruta europea E6 cruza el municipio sobre el puente Sørstraumen, pasando por Kvænangsfjellet, ofreciendo una vista del fiordo de Kvænangen.

## Evoución administrativa
El municipio ha sufrido cambios territoriales, los cuales son:
| Año  | Cambio territorial                     | Población |
| ---- | -------------------------------------- | --------- |
| 1863 | Formación al separarse de Skjervøy     | 1677      |
| 1965 | Meiland es transferida a Kvænangen     |           |
| 1972 | Mannskarvik es transferida a Kvænangen |           |

## Etimología
El nombre se debe al fiordo Kvænangen, del nórdico antiguo Kven(a)angr. El primer elemento es el plural del pueblo kven y el segundo es angr, que significa «fiordo». La población es mayormente sami.

## Historia
El municipio bordea el Kvænangen. La población se compone en su mayoría de la etnia sami, aunque la población kven son una minoría considerable. Registros arqueológicos denotan actividad nómada desde hace 10 000 años.
Esta evidencia sustenta la idea de que Kværnangen fue un sitio de transición entre el nomadismo y el sedentarismo, comportamiento que recibía el nombre de siida.
El pueblo kven se asentó aquí en el siglo XVIII, subsistiendo gracias a la pesca, caza y agricultura. A través del tiempo, la pesca se ha convertido en la industria principal, gracias al pescado seco.
La administración pública a partir de la década de 1930 decidió homogeneizar a la población, imponiendo el idioma noruego por sobre los idiomas locales. En el censo de 1930 esto no afectó a la identidad, pero en 1950 casi todos se declaraban noruegos.
Durante la ocupación nazi, se abrió un campo de concentración. Los prisioneros se mantenían con vida gracias a los alimentos que eran otorgados por los locales. Una vez la Wehrmacht se retiró en 1945, el lugar fue quemado.

## Geografía

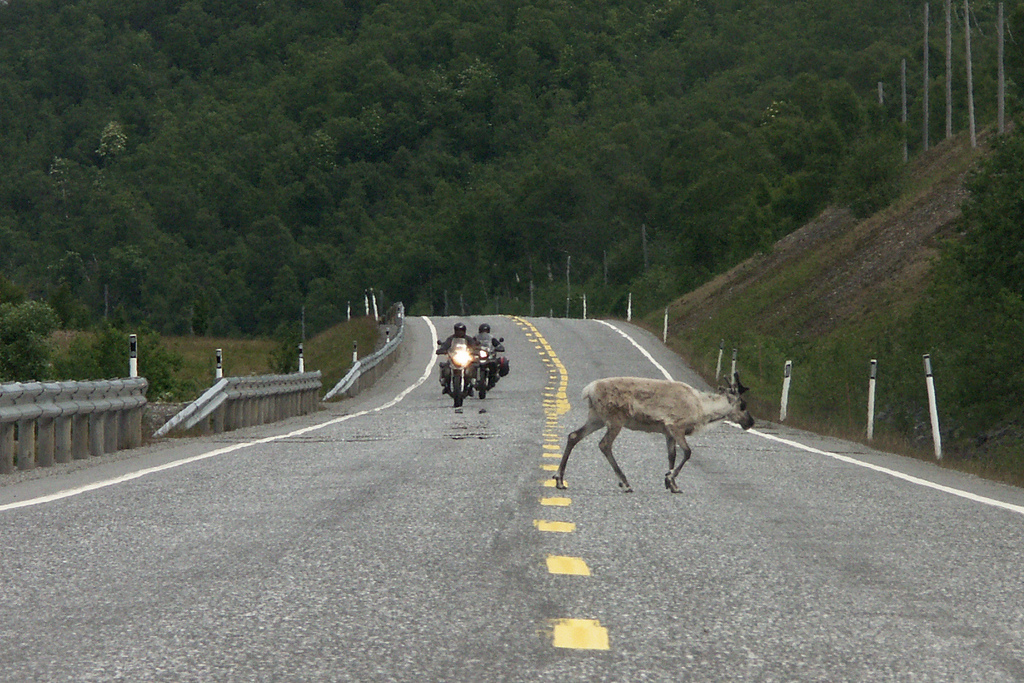
La ruta E6 road cruza Kvænangen

El municipio se extiende en la costa y valles, adentrándose en la meseta de Finnmark. Los bosques son maduros y hay muchos ríos, siendo el más largo el Kvænangselva, conocido por sus salmones.

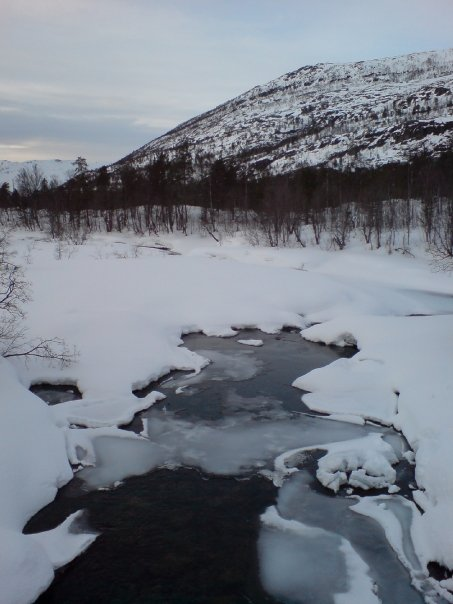
El valle de Burfjord en invierno, Kvænangen.

El glacial Øksfjordjøkelen está ubicado en el límite con el municipio de Loppa. Es el noveno glaciar más grande de la Noruega continental. El lago Šuoikkatjávri se localiza al sur del municipio en el límite con Kautokeino. El Langfjordjøkelen es otro glaciar en el norte de Kvænangen.
Existen algunas islas en el fiordo, las cuales son: Skorpa, Spildra, and Nøklan.

## Gobierno
El municipio se encarga de la educación primaria, asistencia sanitaria, atención a la tercera edad, desempleo, servicios sociales, desarrollo económico, y mantención de caminos locales.

### Concejo municipal
El concejo municipal (Kommunestyre) tiene 15 representantes que son elegidos cada 4 años y estos eligen a un alcalde. Estos son:

### Kvænangen Kommunestyre 2015-2019
| Partido                            | Número de representantes |
| ---------------------------------- | ------------------------ |
| Partido Laborista                  | 6                        |
| Partido del Progreso               | 1                        |
| Partido Conservador                | 2                        |
| Partido de la Izquierda Socialista | 1                        |
| Independientes                     | 5                        |

## Personas destacadas
Algunos personajes que han nacido o vivido en el municipio son:
- Steinar Eriksen (nacido en 1939), empresario y miembro del Partido Conservador.
- Torgeir Johnsen (nacido en 1967), político y miembro del Partido del Centro.
- Gunnar Kaasen (1882 - 1960), musher.
- Anders Larsen (1870 - 1949), profesor de sami, periodista y escritor.
- Jafet Lindeberg (1873 - 1962), cofundador de Nome, Alaska.
- Eva M. Nielsen (nacido en 1950), político del Partido Laborista.
- Odd Rikard Olsen (1947 - 2012), editor de periódico y político del Partido Conservador.